# Antikolinergika
Antikolinergika, benämns även antikolinerga läkemedel eller parasympatolytika, är en grupp läkemedel som hämmar eller blockerar acetylkolinets effekter på det perifera och centrala nervsystemet och hämmar därmed det parasympatiska (kolinerga) nervsystemet. Dessa läkemedel betecknas även som kolinerga blockerare eller kolinerga antagonister.
Antikolinergika hämmar endera av acetylkolinets receptorer, och benämns efter vilken receptor som blockeras eller hämmas: nikotinblockerare och nikotinantagonister påverkar nikotinreceptorer, medan antimuskariner (muskarinblockerare och muskarinantagonister) påverkar muskarinreceptorer. De flesta antikolinerga läkemedel är antimuskariner.
Antikolinergika hämmar verkan av parasympatiska stimuli. Särskilt äldre är känsliga för antikolinerga effekter.  
Centrala antikolinerga symtom, är oro, ångest, eventuellt eufori, hallucinationer, excitation, agitation, delirium, dysartri, plockighet, myoklonier, opistotonus, mydriasis och medvetslöshet. Perifera antikolinerga symtom är torr hud och torra slemhinnor, flush, feber, sinustakykardi, högt blodtryck, urinretention och nedsatt tarmmotorik
Läkemedlen används bland annat vid vissa ögonsjukdomar, astma, KOL, Parkinsons sjukdom och för hämning av slembildning. De flesta antidepressiva läkemedel, bl.a. selektiva serotoninåterupptagshämmare SSRI och tricykliska medel, är antikolinerga. 

## Exempel på antikolinergika
- Akineton
- Atropin
- Egazil
- Ercotina
- Pargitan
- Skopolamin